# آبیچه‌ها
آبیچه‌ها (نام علمی: Enallagma) نام یک سرده از تیره سنجاقک‌های برکه است.
همه اعضای سرده بسیار به هم شبیه و شاید تشخیص آنها در طبیعت بسیار دشوار باشد اما در بخش قلاب انتهایی نرها و لوب زیر این قلاب تفاوت‌های کوچکی در هر گونه یا زیرگونه وجود دارد. بال‌نشان (ترواستیگما) در هر دو بال مشابه، لوزی‌شکل و بیشتر تیره است.